# Premis FAD Sebastià Gasch
Els Premis FAD Sebastià Gasch són uns premis constituïts pel Foment de les Arts i el Disseny (FAD) el 1976, amb l'objectiu de distingir les actuacions parateatrals més destacades de la temporada, així com a aquelles persones que aportessin mirades innovadores al món de l'espectacle. Els membres del jurat es renoven periòdicament i anualment es donen tres premis cabdals i un nombre indeterminat d'aplaudiments. Els premis duen el nom de Sebastià Gasch, periodista, escriptor, crític d'art i defensor de les arts escèniques catalanes. L'any 2009 es va crear un nou premi anomenat Aplaudiment a la creació emergent. El 2016 van celebrar la seva quarantena edició.
Entre els premis més destacats s'inclouen La Cubana (1988), Lloll Bertran (1992), Miguel Gila (1993), el Tricicle (1998), Pepe Rubianes (1999), Tortell Poltrona (2001) o Concha Velasco (2006), entre molts altres.

## Premis
- El Premi FAD Sebastià Gasch per distingir l'aportació més destacada de l'any, que es materialitza en una màscara daurada signada per Joan Brossa.
- El Premi d'Honor, diploma que s'atorga com a reconeixement a la trajectòria d'un/una artista, espai o entitat.
- L'Aplaudiment Internacional Joan German Schroeder a una persona, un treball o una entitat estrangera que hagi deixat petjada en el seu pas per la ciutat.
- Els Aplaudiments són distincions per a una persona, treball o entitat que hagi destacat per algun aspecte especialment rellevant.

## Guardonats

### Premis d'honor
- 1979: Charlie Rivel
- 1979: Vicente Escudero
- 1983: Joan Magrinyà
- 1985: Joan Forns i Jordana (Li-Chang)
- 1985: Herta Frankel
- 1986: Al Món Del Paral·lelMaria Yáñez, Bella Dorita
- 1987: H. V. Tozer
- 1989: Comediants
- 1992: Josep Maria Carbonell
- 1992: Ángel Zúñiga
- 1993: Miguel Gila
- 1994: Sociedad Recreativa Casino Prado Suburense i Sociedad Recreativa El Retiro
- 1996: Emma Meleras
- 1996: Rogelio Rivel
- 1997: La Fura dels Baus
- 1998: Tricicle
- 1999: Pepe Rubianes
- 2000: Carles Santos
- 2001: Tortell Poltrona
- 2003: Juan Eduardo López
- 2005- 2006: Joan Tena (Dansa)
- 2005- 2006: Julieta Serrano (Teatre)
- 2007: José de Udaeta
- 2008: Colita
- 2008: Espai Escènic Brossa
- 2009: José de la Vega
- 2010: Jaume Bernadet, jaumet, de Comediants
- 2011: Albert Pla
- 2012: Concha Velasco
- 2013: Jordi Sabatés
- 2013: La Zaranda
- 2014: La Chana
- 2015: Iago Pericot
- 2016: Asunción Aguadé
- 2017: Joan Baixas[4]
- 2018: Feliu Formosa i Torres

### Premis Gasch
- 1976: Sala de Festes El Molino
- 1977: Christa Leem
- 1978: Albert Vidal
- 1978: Carme Sansa
- 1979: Rosa Maria Sardà
- 1979: Ángel Pavlovsky
- 1981: Escamillo
- 1982: El Llantiol
- 1983: Cabaret Barcelona de Nit
- 1984: Dolly van Doll
- 1985: Scala Barcelona
- 1986: Pascal Chevalier
- 1987: Lita Claver la Maña”
- 1988: La Cubana
- 1989: Pep Bou
- 199- 1991: La Rambla de Barcelona
- 1992: Lloll Bertran
- 1993: Carles Santos
- 1994: Arnau Vilardebó
- 1996: Ángel Pavlovsky
- 1997: Ateneu Popular de Nou Barris
- 1998: El Somni de Mozart, d'el Musical Més Petit
- 1999: Para Federico Un Son, de Leonel Valdés i José Nicolás
- 2000: Alfons Vilallonga
- 2001: Godoy
- 2002: Música, Maestro, de Los Excéntricos
- 2003: Semolina Tomic
- 2005- 2006: el cap als núvols de Playground
- 2005- 2006: Paso Doble de Miquel Barceló i Josef Nadj
- 2007: José Antonio Sánchez Martínez
- 2008: João Garcia Miguel per l'espectacle Burgher King Lear
- 2009: Sol Picó Cia de Dansa per l'espectacle el Llac de Les Mosques
- 2010: Espectacle plecs de Manolo Alcántara i Xavier Erra
- 2011: Angélica Liddell
- 2012: Roberto Oliván
- 2013: Al Coreògraf Marcos Morau, Al Dramaturg Pablo Gisbert i Al Teòric i Dramaturg Roberto Fratini
- 2013: El Cel Dels Tristos, de Loscorderos.sc
- 2014: Festival de Creació Contemporània Escena Poblenou
- 2015: Agrupación Señor Serrano
- 2016: Tena Busquets
- 2017: Roger Bernat[5]
- 2018: Societat Doctor Alonso i Teatro de Babel – Dramafest per «Y los huesos hablaron»

### Aplaudiments
- 1977: Li Xang
- 1977: El Rey de la Magia
- 1978: Hausson
- 1978: Amadeu Asensi
- 1979: La Cúpula Venus
- 1979: Germans Salvador
- 1979: El Ingenio
- 1979: La Cuina de Les Arts
- 1979: Les Zeigfield
- 1981: Krik-krak
- 1981: Germanes Capistros
- 1981: Casa Forés
- 1981: Club Clowns
- 1982: Teatre Arnau
- 1982: Fernando Albalat
- 1982: Fakir Kirman
- 1983: Pirondello
- 1983: Carroll
- 1983: Francesc Valldeperas
- 1984: Pep Bou
- 1984: Germans Martí
- 1985: Juan de La Prada
- 1985: Màgic Trébol
- 1986: Companyia La Fanfarra
- 1986: Xavier Gironès, “giró”
- 1986: Sergi Lozano
- 1987: Jordi Bertran
- 1987: Jaume Mateu (Tortell Poltrona)
- 1987: Edicions de L'Eixample
- 1987: Joan Maria Minguet i Batllori
- 1988: Companyia Cruel·la de Vil
- 1988: Sala Llantiol del Poble Espanyol
- 1988: Cambrers del Belle Epoque
- 1989: George and Margaret
- 1989: Cos de Ball del Cabaret Barcelona de Nit
- 1989: Eugeni Nadal, Exbatlle de Tàrrega, i el seu equip de treball (Grup Promotor de la FiraTàrrega)
- 1989: Consistori de Sabadell
- 1989: Ester Formosa
- 1990- 1991: Mimi Pompom
- 1990- 1991: Escola de Tècniques f'expressió El Timbal
- 1990- 1991: Teatre de La Bohèmia
- 1990- 1991: Empresa Igual de Focs Artificials i Isidre Panyella, Mestre Pirotècnic
- 1992: Nazario
- 1992: José Domínguez
- 1992: Dolly Van Doll
- 1992: Germanes Frediani
- 1993: Kosmic Kabaret
- 1993: Marduix Titelles
- 1993: Rosa Novell
- 1993: Companyia El Espejo Negro
- 1994: Companyia Teatro Musical Instintos
- 1994: Chicos Mambo Show
- 1994: Los Los
- 1994: Taller de Músics
- 1996: Toni Albà
- 1996: Manel Barceló
- 1996: Roser Batalla i Roger Peña Sweeney Todd.
- 1996: Cecilia Rossetto, Dame Un Beso.
- 1996: Camut Band
- 1996: Ángel Prado Contreras Ikebana
- 1996: Sarruga Produccions
- 1997: Accidents Polipoètics
- 1997: Circ Crac
- 1997: Mònica López, Nina i Muntsa Rius
- 1997: Christian Atanasiu
- 1997: Ester Bartomeu
- 1998: Cía. ¡valiente Plan!
- 1998: Espai Les Golfes
- 1998: Espai El Penúltimo del Borne
- 1998: Monti & Cia, Klowns.
- 1998: Alexis Valdés
- 1998: Vicky Peña
- 1999: Espai Escènic Joan Brossa
- 1999: Espai Conservas
- 1999: Simona Levi
- 1999: Pepa Plana
- 1999: Pascal Comelade
- 1999: The Scalextris Experience
- 1999: Carles Flavià
- 2000: The Chanclettes[6]
- 2000: La Porta
- 2000: La Trova
- 2000: Marcel·lí Antúnez
- 2000: Fira Internacional de Circ Trapezi- 2000 de Vilanova i La Geltrú
- 2000: Sònia Herman Dolz
- 2000: Espectacle T'estimo, ets perfecte... Ja et canviaré
- 2000: Los Galindos
- 2000: Teresa Calafell (Menció Especial).
- 2001: Politichien Kabarett, D'el Burladero
- 2001: El Llibre Alady, L'últim Rei del Paral·lel, de Miquel Bàdenas i Rico
- 2001: Circo Imperfecto
- 2001: Butlletí d'internet Clown Planet, D'Àlex Navarro
- 2001: Tórtola València, d'Anna Casas, Mònica Quintana, Carles Múrias i Xavier Albertí
- 2001: Bésame el Cactus, de Sol Picó
- 2001: Círcol Maldà
- 2001: A Modo de Esperanza, D'Andrés Corchero i Agustí Fernández
- 2001: Quentin Clemence
- 2001: Soundpainting, de Walter Thompson, Al Lem
- 2001: Lluís Solà, Director de L'homenatge a Anna Ricci
- 2001: Fura
- 2002: Loco Brusca
- 2002: Ernesto Collado i Alfonso Vilallonga
- 2002: Boulevard Of Broken Dreams
- 2002: Companyia Impromptu
- 2002: La Gran Scena Opera
- 2002: Valerie Powles
- 2002: Madame et Monsieur, de La Cia. Leandre-claire
- 2002: La Casa Màgica de Xevi
- 2003: Joan Armengol
- 2003: Leandre
- 2003: Hermanos Oligor
- 2003: Eos Produccions i L'equip Artístic
- 2003: Jordi Jané
- 2003: Teatre per La Pau
- 2003: Rosa Maria Llop i Josep Maria Martínez
- 2003: Maria Stoyanova
- 2003: Empar Rosselló
- 2003: José Manuel Pinillo
- 2005- 2006: Jordà Ferré i Antigua & Barbuda
- 2005- 2006: “crónica de José Agarrotado” de Loscorderos.sc
- 2005- 2006: Areatangent
- 2005- 2006: L'exposició l'art del Rics de Krtu del Departament de Cultura de la Generalitat de Catalunya
- 2005- 2006: Festival Panorama d'Olot
- 2005- 2006: L'escenografia Lumínica De Daft Punk
- 2005- 2006: Disseny de Vestuari de Lidia Azzopardi En Els Espectacles “psitt!! Psitt!!” i “caravan”
- 2005- 2006: Miquel Lumbierres (Pòstum)
- 2007: Graffiti Research Lab
- 2007: Show Books. La Llibreria de L'espectacle
- 2007: Lluïsa Casas
- 2007: Manolo Alcántara
- 2007: Mariaelena Roqué
- 2007: Sònia Gómez
- 2007: Teatre Sala Trono
- 2008: Almazen
- 2008: Circo de La Sombra
- 2008: Claret Papiol Per L'espectacle de vos A Vós
- 2008: Festival Mapa
- 2008: Taxi Anarquia
- 2009: Sergi Buka
- 2010: Jordi Colominas
- 2010: Quim Pujol, Per La Web de Tea-tron
- 2011: Elvira Vázquez – Aplaudiment de Mecenatge
- 2012: Violeta la Burra
- 2012: Miguel Noguera
- 2013: A l'exposició Paral·lel 1984- 1939, comissariada pel director escènic Xavier Albertí i pel periodista Eduard Molner
- 2013: Pugilatus, d'Escarlata Circus
- 2013: Manuela Carrasco
- 2013: Se de un lugar
- 2014: Joan Català
- 2015: Pere Faura
- 2016: Associació Cultural Nyam Nyam
- 2017: Festival de creació Sâlmon>festival
- 2018: Agnès Mateus i Quim Tarrida per «Rebota rebota y en tu cara explota»

### Aplaudiments internacionals
- 1992: Panem Et Circenses
- 1992: Arturo Brachetti
- 1992: Circ de Moscou
- 1993: Los Snacs
- 1994: Momix
- 1996: Ennio Marchetto
- 1997: Companyia Philippe Genty
- 1998: Leo Bassi
- 1999: Que-cir-que
- 2000: Le Petit Bazar Érotik, una producció de Tof Théâtre amb La Balestra, Théâtre Manarf, Le Théatre de Cuisine, Les Petits Miracles, Vélo Théâtre, Green Ginger i Pickled Image, Laika i Turak Théâtre.
- 2001: Rojo Tango, de Cecilia Rosseto
- 2003: Enrique Vargas i El Teatro de los Sentidos
- 2005- 2006: Res a les butxaques” del Romanès Cirque Tsigane
- 2007: Rimini Protokoll, per l'espectacle Mnemopark
- 2010: Ko Murobushi
- 2011: Camille Boiteu
- 2013: Press, de Pierre Rigal
- 2014 Aurélien Bory
- 2015: Sadari Movement Laboratory
- 2016: Le vide, de Fragan Gehlker, Alexis Auffray & Maroussia Diaz Verbèke.
- 2017: The Great Tamer, Dimitris Papaioannou

### Aplaudiments a la creació emergent
- 2009: Atempo Circ, per l'espectacle Atempo
- 2010: Kamchàtka, per l'espectacle Habitaculum
- 2010: Ponten Pie, per l'espectacle Copacabana
- 2011: Jordi Oriol
- 2012: L'1, 2, 3 del Pallasso, Festival de Cric de Tiana
- 2013: Companyia Psirc
- 2013: Al Creador Jordi Galí
- 2014: Jorge Dutor i Guillem Mont de Palol
- 2015: Col·lectiu Big Bouncers
- 2016: Carla Rovira
- 2017: Quim Bigas
- 2018: DespertaLab